# Anna Chełpa
Anna Chełpa – polska „Sprawiedliwa wśród Narodów Świata”.

## Życiorys
W trakcie II wojny światowej zamieszkiwała we wsi Dublany, nieopodal Sambora (dystrykt Galicja, Generalne Gubernatorstwo; współcześnie Ukraina). W 1942 r. uratowała wraz z mężem Janem z rąk Niemców żydowską rodzinę Miriam Laufery i jej ojca, Jehoszuy. Po wielu dniach wędrówki, uciekając z obozu pracy w Samborze, trafili do domostwa Anny Chełpy. Ta zaś przyjęła ich życzliwie. Przygarnęła także żydowskiego lekarza, Marcela Ornicza, który uciekł z getta w Samborze. Anna dzieliła się z nimi jedzeniem, chroniła przed sąsiadami i podtrzymywała na duchu. Warunki materialne były tak ciężkie, że musiała żebrać u znajomych i sąsiadów. Dzięki jej zaangażowaniu, przeżyli wojnę i doczekali wkroczenia Armii Czerwonej.
26 listopada 1968 r. Instytut Jad Waszem uhonorował Annę Chełpę medalem „Sprawiedliwy wśród Narodów Świata”.